# Heinrich Weiser
Johann Matthias Heinrich Weiser (* 19. März 1808 in Ansbach; † 8. Mai 1865 in Bad Windsheim) war ein deutscher Dichter, der in Weißenburg wirkte.

## Leben und Werk
Heinrich Weiser wurde 1808 als einziges Kind des Weißenburger Arztes Matthias Heinrich Weiser und seiner Ehefrau Maria Margarete, geb. Dorner, in Ansbach geboren. Die Familie bewohnte in Weißenburg das Blaue Haus. Im Jahre 1833 heiratete er in Ansbach Carolina Friederike Babette, geb. Engel. Aus der Ehe ging die Tochter Carolina Louise Emma Mathilda Eleonore hervor.
Weiser publizierte sein Werk in zwei handgeschriebenen Gedichtbänden: Bluethen poetischer Laune und Muße in vermischtem Inhalte von 1837 mit 25 Gedichten und Gemüths-Klänge eines Dilettanten. Selbst-Auswahl vom Verfasser von 1842 mit 100 Gedichten. Daneben erschienen zwischen 1840 und 1860 mehrere Gedichte im Weißenburger Wochenblatt. Überregional wurden einige seiner Gedichte 1850 im Deutschen Musenalmanach sowie postum 1866 in der Gedichtsammlung Stille Andachts-Stunden in frommen Liedern unserer Tage.
Zahlreiche seiner Gedichte wurden vertont, darunter von Caspar Joseph Brambach, Vinzenz Lachner und dem Ansbacher Komponisten Johann Ruprecht Dürrner.